# Svart pomfret
Svart pomfret (Parastromateus niger) är en fiskart som först beskrevs av Bloch, 1795.  Svart pomfret ingår i släktet Parastromateus och familjen taggmakrillfiskar. Inga underarter finns listade i Catalogue of Life.
Denna fisk blir vanligen 30 och ibland upp till 75 cm lång. Den har 2 till 6 taggstrålar och 41 till 46 mjukstrålar i ryggfenan. I analfenan finns 2 taggstrålar och 35 till 40 mjukstrålar. Typisk är en på sidan avplattad kropp. Den mörka kroppsfärgen är svartbrun på ovansidan och mer silverfärgad vid buken. Främre delen av rygg- och analfenan är blåaktig och den bakre delen mer gulaktig.
Svart pomfret hittas på dagen nära den leriga grunden och under natten vid ytan. Den simmar vid senare tillfället på sidan. Exemplaren bildar stora stim och de besöker havets vikar. Utbredningsområdet ligger i Indiska oceanen och västra Stilla havet nära kusterna. Arten förekommer från Röda havet och östra Afrika till östra Australien och södra Japan. Den dyker till ett djup av 40 meter. Födan utgörs av olika smådjur (zooplankton). Honor lägger under parningstiden var tredje dag ägg. Könsmognaden infaller vid en längd av 15 cm för hannar och vid 20 cm för honor.
Svart pomfret är en vanlig matfisk. Regionala bestånd hotas av överfiske. Hela populationen bedöms som stor. IUCN listar arten som livskraftig (LC).